# Conoppia palmicincta
Conoppia palmicincta är en kvalsterart som först beskrevs av Michael 1884.  Conoppia palmicincta ingår i släktet Conoppia och familjen Cepheidae. Inga underarter finns listade i Catalogue of Life.